# Coelites euptychioides
Coelites euptychioides är en fjärilsart som beskrevs av Felder 1867. Coelites euptychioides ingår i släktet Coelites och familjen praktfjärilar. Inga underarter finns listade i Catalogue of Life.